# Transportgeschwader 3
Das Transportgeschwader 3 war ein Verband der Luftwaffe der Wehrmacht im Zweiten Weltkrieg. Es wurde ursprünglich im August 1939 als Kampfgeschwader z.b.V. 2 aufgestellt. Als Transportgeschwader, ausgestattet mit Transportflugzeugen vom Typ Junkers Ju 52 und später der Savoia-Marchetti SM.82 führte es Transportaufträge durch. Das Geschwader beteiligte sich am Unternehmen Weserübung, an der Luftlandeschlacht um Kreta und dem Deutsch-Sowjetischen Krieg. Es wurde im Oktober 1944 aufgelöst.

## Aufstellung
Der Stab des Transportgeschwaders 3 wurde im August 1939 als Stab des Kampfgeschwaders zur besonderen Verwendung 2 (KG z.b.V. 2) aufgestellt. Diesem Stab waren die I. bis IV. Gruppe mit 16 Staffeln des Transportflugzeugs Junkers Ju 52 unterstellt. Im November 1939 wurden alle vier Gruppen aufgelöst. Nur der Geschwaderstab KG z.b.V. 2 existierte weiter und führte fortan selbständige Transportgruppen. Im Mai 1943 wurde er in den Stab des Transportgeschwaders 3 umbenannt und ihm die Kampfgruppe z.b.V. 9 als I. Gruppe, die Kampfgruppe z.b.V. 50 als II. Gruppe, die Kampfgruppe z.b.V. 102 als III. Gruppe und die Kampfgruppe z.b.V. 172 als IV. Gruppe zugeführt. Alle vier Gruppen waren mit dem dreimotorigen Transportflugzeug Junkers Ju 52 ausgestattet. Die IV. Gruppe erhielt ab Oktober 1943 zusätzlich noch die italienische Savoia-Marchetti SM.82. Im Oktober 1944 wurde der Geschwaderstab und die IV. Gruppe aufgelöst. Die I., II. und III. Gruppe bestanden bis Mai 1945 fort. Die Geschwaderkennung war 9P.

## Gliederung
Der Geschwaderkommodore und sein Stab führten die I. bis IV. Gruppe die wiederum in Staffeln unterteilt waren. Die 1. bis 4. Staffel gehörte der I. Gruppe, die 5. bis 8. Staffel der II. Gruppe die 9. bis 12. Staffel der III. Gruppe und die 13. bis 16. Staffel der IV. Gruppe an. Jede Staffel, geführt durch einen Staffelkapitän, war in vier Ketten mit je drei Flugzeugen unterteilt. Daraus ergab sich eine Sollstärke der Transportgruppe von je 48 Flugzeugen, geführt durch den Gruppenkommandeur. Dies ergab bei vier Transportgruppen eine Sollstärke des Geschwaders von 192 Flugzeugen.

## Geschichte
Am Unternehmen Weserübung, der Besetzung Dänemarks und Norwegen kam die Kampfgruppe z.b.V. 102 unter dem X. Fliegerkorps zum Einsatz. Diese lag in Oldenburg (Lage).
Bei der am 20. Mai 1941 beginnenden Luftlandeschlacht um Kreta war die Kampfgruppe z.b.V. 102 dem XI. Fliegerkorps der Luftflotte 4 unterstellt. Vom griechischen Flugplatz Topolia (Lage) aus, flog sie Fallschirmjäger und Luftlandetruppen nach Kreta.
Die Kampfgruppe z.b.V. 102 wechselte zum 22. Juni 1941, bei Beginn des Deutsch-Sowjetischen Krieges zum II. Fliegerkorps der Luftflotte 2 auf den Fliegerhorst Bielice (Lage) bei Warschau. Ende Juni kam die Kampfgruppe z.b.V. 9 zum VIII. Fliegerkorps der Luftflotte 2 und flog von Biała Podlaska (Lage) aus Transporteinsätze. Die Kampfgruppe z.b.V. 50 unterstand der Luftflotte 4 im Süden der Ostfront und lag in Mielec-Smoczka (Lage). Währenddessen war die Kampfgruppe z.b.V. 172 im griechischen Eleusis (Lage) dem X. Fliegerkorps zugeteilt.
Die Kampfgruppe z.b.V. 50 verlegte im November 1942 auf den Flugplatz Tazinskaja (Lage) im Süden der Ostfront. Dort war sie der Luftflotte 4 unterstellt und diente mit ihren rund 50 Junkers Ju 52 ab November der Versorgung der in der Schlacht um Stalingrad eingekesselten Verbände.
Bei Aufstellung des Transportgeschwader 3 lagen alle vier Gruppen in der Sowjetunion. Dies änderte sich bis zur Auflösung des Geschwaders nicht.
Die I. Gruppe verfügte am 10. Januar 1945 über 36 Junkers Ju 52, während die II. Gruppe 50 und die III. Gruppe 30 Junkers Ju 52 zur Verfügung hatte.

## Kommandeure

### Geschwaderkommodore
| Dienstgrad     | Name                    | Zeit                                   |
| -------------- | ----------------------- | -------------------------------------- |
| Oberst         | Gerhard Conrad          | 26. August 1939 bis 14. Oktober 1939   |
| Oberstleutnant | Karl Drewes             | 15. Oktober 1939 bis 25. Juli 1940     |
| Oberst         | Hans Poetsch            | 10. September 1940 bis 31. Januar 1941 |
| Oberst         | Rüdiger von Heyking     | 1. Februar 1941 bis 9. Dezember 1941   |
| Oberst         | Rudolf Trautvetter      | 9. Dezember 1941 bis 8. April 1942     |
| Oberst         | Arno de Salengre-Drabbe | 8. April 1942 bis 25. Dezember 1942 †  |
| Oberst         | Walter Erdmann          | 26. Dezember 1942 bis Mai 1943         |
| Oberst         | Theodor Beckmann        | 1. Mai 1943 bis 24. August 1943        |
| Oberstleutnant | Walter Schroeder        | 1. August 1943 bis 30. September 1944  |
| Major          | Walter Hornung          | 30. September 1944 bis Oktober 1944    |

### Gruppenkommandeure
I. Gruppe
- Major Karl Christ, 26. August 1939 bis 28. Februar 1940[21]
- Oberstleutnant Johannes Janzen, 1. März 1940 bis Juli 1942[22]
- Oberstleutnant Adolf Jäckel, Juli 1942 bis 19. Februar 1943
- Hauptmann Hans-Hermann Ellerbrock, 20. Februar 1943 bis Mai 1944[23]
- Hauptmann Georg-Dieter Matschullat, 1944 bis Mai 1945[24]

II. Gruppe
- Major Otto Baumann, 29. Oktober 1942 bis 8. Mai 1945[25]

III. Gruppe
- Major Neudörffer, 16. August 1939 bis März 1940[26]
- Oberst Wilhelm Baur de Betaz, 29. März 1940 bis 5. Mai 1940[27]
- Oberstleutnant Walter Erdmann, Februar 1941 bis Juni 1943[28]
- Major Gerhard Dudeck, Januar 1944 bis 4. November 1944[29]
- Major Hans-Hermann Ellerbrock, 29. März 1945 bis 30. April 1945[30]

IV. Gruppe
- Oberstleutnant Hans Ahlefeld, 17. August 1939 bis 6. Oktober 1939[31]
- Major Erich Zähr, 1. Mai 1943 bis 23. Juni 1943[32]
- Oberstleutnant Josef Kögl, 23. Juni 1943 bis Mai 1944[33]

## Auszeichnungen
Bekannte Träger des Ritterkreuz des Eisernen Kreuzes oder höherer Stufen des Kampfgeschwader z.b.V. 2 oder des Transportgeschwaders 3.
| Name                          | Dienstgrad    | Einheit          | Ritterkreuz   |
| ----------------------------- | ------------- | ---------------- | ------------- |
| Conrad, Gerhard               | Oberst        | Stab/KG z.b.V. 2 | 24. Mai 1940  |
| Dudeck, Gerhard               | Major         | III./TG 3        | 9. Juni 1944  |
| Hengst, Max                   | Oberfeldwebel | 2./TG 3          | 9. Juni 1944  |
| Jaschinski, Erich             | Oberfeldwebel | I./TG 3          | 9. Feb. 1945  |
| Kern, Karl                    | Oberfeldwebel | 6./TG 3          | 9. Juni 1944  |
| Kolb, Fritz                   | Feldwebel     | 5./TG 3          | 9. Juni 1944  |
| von zur Mühlen, Hans-Heinrich | Oberleutnant  | 2./TG 3          | 28. Feb. 1945 |
| Schwaneberg, Edgar            | Hauptmann     | 2./TG 3          | 26. März 1944 |

## Bekannte Geschwaderangehörige
- Herbert Krause (1913–1992), war von 1965 bis 1971, als Brigadegeneral der Luftwaffe der Bundeswehr, Abteilungsleiter im Bundesnachrichtendienst